# 凯瑟琳·埃利森
凯瑟琳·埃利森（英語：Katherine Ellison，1957年8月19日—）是一位美国作家，主要作品有《新生态经济：使环境保护有利可图的探索》（The New Economy of Nature: The Quest to Make Conservation Profitable，与格蕾琴·C·戴利合著）、《過動媽咪vs. 蜜蜂兒子：好動母子的冷靜之旅》（Buzz: A Year of Paying Attention）等。